# Nadine Schön
Nadine Schön rođ. Müller (Lebach, 5. lipnja 1983.) njemačka je političarka, novinarka i pravnica. Članica je Kršćansko-demokratske unije (CDU-a).
Nakon državne mature u Gimnaziji Arnold Janssen, privatnoj katoličkoj gimnaziji u Saarlandu, upisala je studij prava na Saarlandskom sveučilištu. Diplomirala je 2006. godine. Usporedno s pravom, od 2002. do 2008. studirala je novinarstvo kao stipendistica.
Bila je aktivna članica Mladeži CDU-a i Ženske mladeži CDU-a. Na područnim izborima 2004. ušla je u Saarlandski parlament, gdje je bila članica europskog, pravnog i športskog odbora. Od 2009. do 2013. vršila je svoj prvi zastupnički mandat u Bundestagu, kao dio koalicije CDU-a i CSU-a.

## Vanjske poveznice
- Služebene stranice (njem.)